# Congregazione della Passione di Gesù Cristo

L'emblema della congregazione consiste in un cuore di nero, bordato d'argento e sormontato da una croce patente pure d'argento; nel campo l'iscrizione: JESU XPI PASSIO; in punta i tre chiodi della crocifissione. Il cuore è sostenuto da un ramo d'olivo simboleggiante la pace e uno d'alloro, simbolo di immortalità

La Congregazione della Passione di Gesù Cristo (in latino: Congregatio Passionis Iesu Christi) è un istituto religioso maschile di diritto pontificio: i membri di questa congregazione clericale, detti passionisti, pospongono al loro nome la sigla C.P.
La congregazione fu fondata nel 1720 da san Paolo della Croce e il primo convento fu eretto sul monte Argentario; la regola dell'istituto, approvata da papa Benedetto XIV il 15 maggio 1741, obbliga i passionisti, con un quarto voto, alla propagazione della devozione alla Passione di Gesù per mezzo di missioni e altri sacri ministeri.
I passionisti portano una tonaca nera, stretta in vita da una cintura di cuoio, e sul petto un distintivo con l'effigie del Sacro Cuore sormontato da una croce bianca con la scritta Jesu XPI Passio.

## Storia

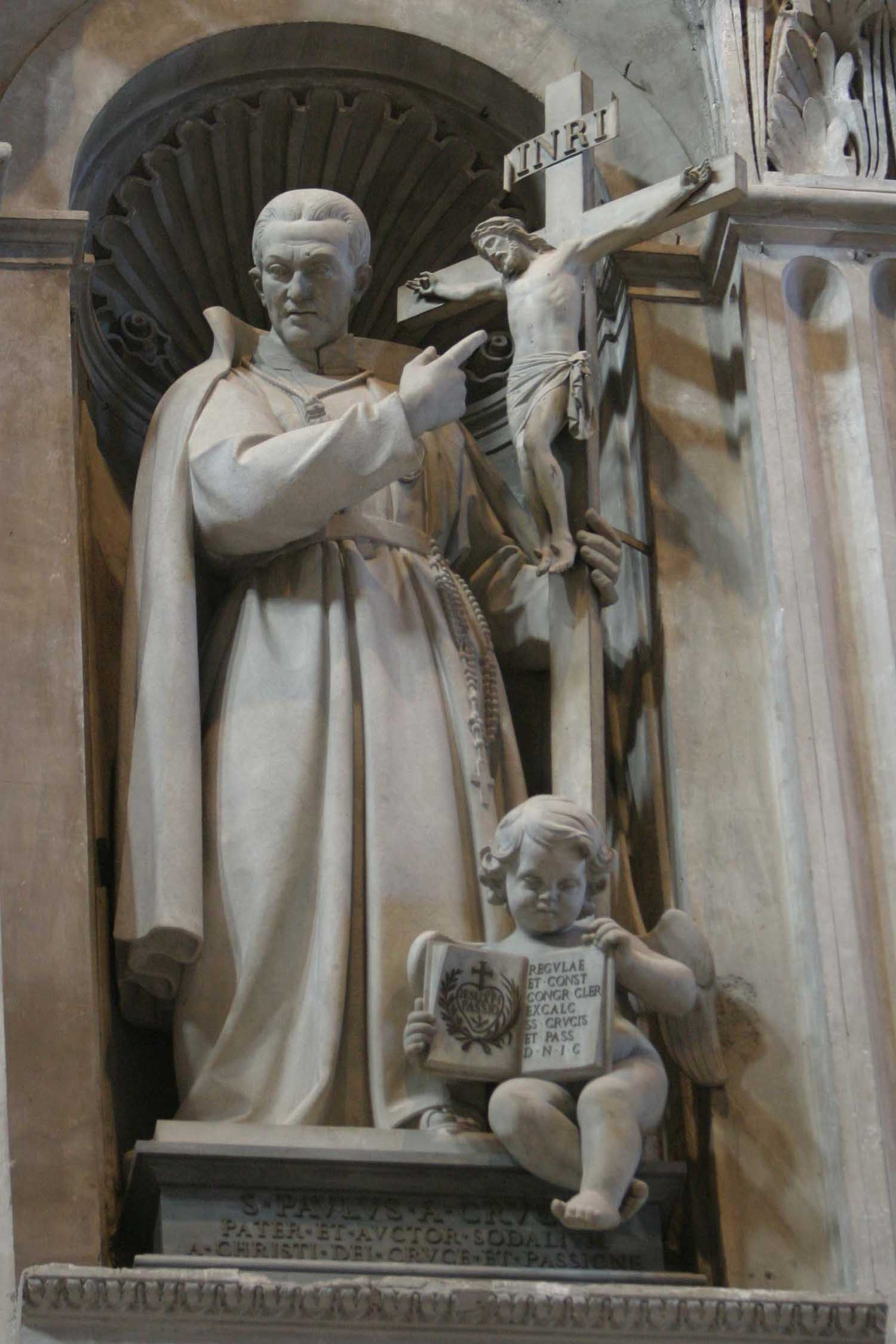
San Paolo della Croce in una scultura di Ignazio Iacometti (1876) nella basilica Vaticana

La congregazione fu fondata da Paolo della Croce (1694-1775), al secolo Francesco Paolo Danei: ebbe dapprima l'idea di ritirarsi in un eremo per condurre una vita di preghiera e penitenza, poi pensò di organizzare una compagnia di chierici, che intendeva chiamare Poveri di Gesù, con il fine di "promuovere nelle anime il santo timor di Dio".
Il 22 novembre 1720 (il giorno successivo alla festa della Presentazione di Maria) Paolo ricevette dalle mani del vescovo di Alessandria, il barnabita Francesco Arborio Gattinara, l'abito che sarebbe diventato quello della sua congregazione (nero, in segno di lutto in memoria della Passione e morte di Gesù). Il fondatore si ritirò quindi nella chiesa dei santi Carlo ed Anna a Castellazzo Bormida dove si dedicò alla stesura delle regole della sua compagnia.
Nel 1725 papa Benedetto XIII concesse a Paolo della Croce l'autorizzazione a riunire una comunità e nel 1728, in un "ritiro" a Monte Argentario, radunò i suoi primi compagni: tra essi, Giovanni Battista di san Michele Arcangelo (fratello minore di Paolo) e Giacomo Ganiel di san Luigi.
Papa Benedetto XIV, con rescritto del 15 maggio 1741, approvò le regole della congregazione, che affidavano ai religiosi la predicazione delle missioni popolari e dei ritiri soprattutto nelle zone più abbandonate e insalubri, e l'11 giugno successivo Paolo e i suoi primi tre compagni emisero la loro professione dei voti semplici.
La congregazione, detta dei chierici scalzi della Santissima Croce e Passione di N.S. Gesù Cristo (il titolo venne cambiato in quello attuale nel 1970), fu approvata in forma solenne da papa Clemente XIV con la bolla Supremi apostolatus del 16 novembre 1769.
Alla sua morte, Paolo della Croce lasciò dodici case (dette ritiri) tutte nel Lazio (a eccezione di quella sul monte Argentario).
Nel 1781, raggiungendo la Bulgaria, i passionisti iniziarono a dedicarsi alle missioni estere.

## Soppressione e restaurazione

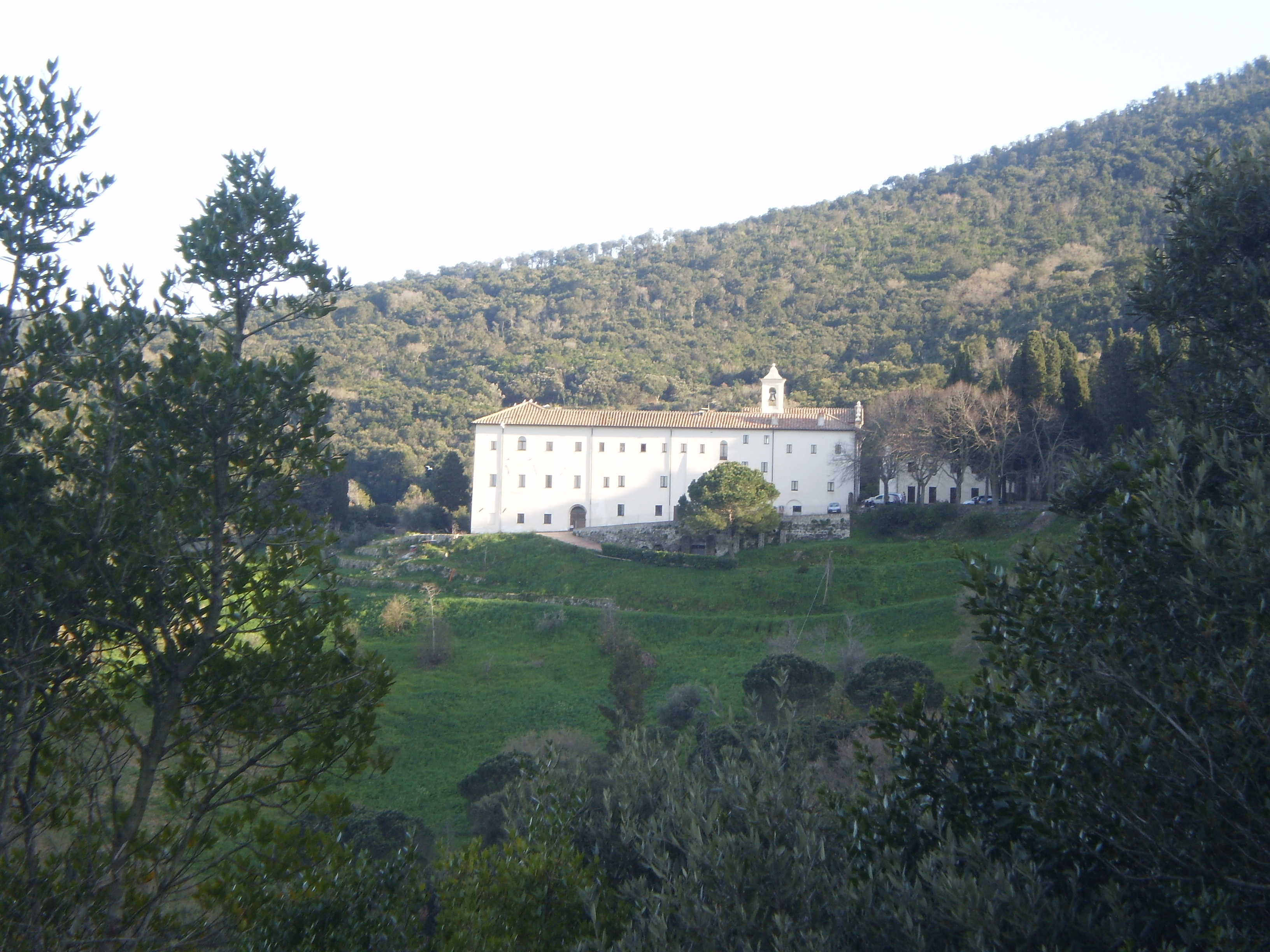
Convento della Presentazione di Monte Argentario

La congregazione fu soppressa da Napoleone nel 1808 ma sopravvisse clandestinamente. Fu il primo istituto a essere ristabilito, il 26 giugno 1814, dopo il ritorno di papa Pio VII a Roma: il pontefice dimostrò ulteriormente il suo particolare legame con i passionisti con la bolla Gravissimas inter curas del 5 agosto 1814, con la quale confermò l'approvazione della congregazione fatta dai suoi predecessori e se ne dichiarò particolare protettore.
Particolarmente significativo per la storia dei passionisti fu il lungo generalato di Antonio Testa (1839-1862), sotto il quale i religiosi aprirono filiali in Francia, Belgio, Paesi Bassi, Inghilterra, Irlanda, Australia e nelle Americhe.

## La spiritualità passionista
La spiritualità passionista è incentrata sul mistero della Passione e morte di Gesù vista come manifestazione suprema dell'amore infinito di Dio per gli uomini: i passionisti si impegnano mediante un quarto voto alla propagazione della devozione a tale mistero.
La struttura giuridico canonica della congregazione è affine a quella degli ordini mendicanti e degli ordini di chierici regolari.
Paolo della Croce fu beatificato nel 1853: papa Pio IX lo proclamò santo il 29 giugno 1867: le sue spoglie riposano presso la basilica romana dei Santi Giovanni e Paolo.
Tra gli altri passionisti illustri elevati all'onore degli altari si ricordano i santi Gabriele dell'Addolorata, Vincenzo Maria Strambi, Innocenzo dell'Immacolata, Carlo di Sant'Andrea e i beati Lorenzo Maria di San Francesco Saverio, Domenico della Madre di Dio, Eugenio del Sacro Cuore, Grimoaldo della Purificazione e Pio di San Luigi; anche le sante Gemma Galgani e Maria Goretti sono particolarmente legate alla congregazione (la prima in quanto figlia spirituale dei passionisti, l'altra perché furono i passionisti a promuoverne la causa di canonizzazione e sono loro a curarne il santuario).

## Le passioniste

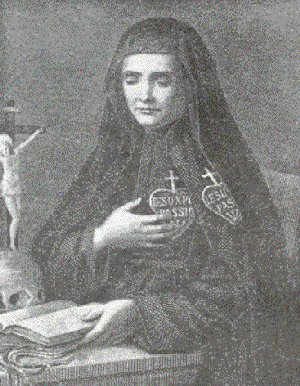
Maria Crocifissa Costantini, fondatrice del primo monastero femminile passionista e delle monache passioniste

Paolo della Croce volle affiancare alla congregazione un ramo femminile costituito da religiose di clausura e a Tarquinia nel 1771, insieme a madre Maria Crocifissa Costantini, fondò le monache passioniste.
Esistono inoltre numerose congregazioni femminili dedite all'apostolato attivo aggregate alla congregazione. Tra le maggiori: le Suore passioniste di San Paolo della Croce, fondate nel 1815 a Firenze da Maddalena Frescobaldi per la riabilitazione delle traviate; le Suore della Santa Croce e Passione di Nostro Signore Gesù Cristo, fondate dal passionista Gaudenzio Rossi insieme a Elizabeth Prout nel 1851, per l'assistenza alle giovani operaie; le Serve della Passione, fondate nel 1886 a Vic; le Figlie della Passione di Gesù Cristo e di Maria Addolorata, sorte in Messico nel 1896; la Congregazione missionaria delle sorelle di Santa Gemma Galgani di Lucca; le orsoline del Santissimo Crocifisso di Palermo.
Nel corso del '900 sono sorti anche vari istituti secolari, come le missionarie secolari della Passione.

## Attività e diffusione
I passionisti si dedicano, come ministero loro proprio, alla predicazione dei ritiri e delle missioni popolari. Sono presenti nelle missioni estere (ad gentes). Collaborano alla pastorale parrocchiale; possono avere parrocchie e santuari propri. Oltre ai tre voti di povertà, obbedienza e castità, comuni a tutti i religiosi, emettono quello di propagare la devozione alla Passione di Gesù.
Il tradizionale abito dei passionisti è costituito da tonaca nera (in origine in panno grosso di lana, oggi anche in altra stoffa), in segno di lutto per la Passione e morte di Gesù e cintura in cuoio o stoffa; sul lato sinistro della tonaca, all'altezza del petto, portano un distintivo con il nome di Cristo e il titolo della sua Passione (Jesu XPI Passio) inciso a lettere bianche su un cuore sormontato da una piccola croce bianca, e con i tre chiodi in basso; le regole del 1775 imponevano di indossare ai piedi sandali senza calze, se non in caso di malattia. Nelle costituzioni del 1984 nulla è prescritto riguardo alle calzature. Nella vita quotidiana possono uniformarsi alle usanze del clero secolare locale.
Sono presenti in Europa (Austria, Belgio, Bulgaria, Francia, Germania, Irlanda, Italia, Paesi Bassi, Polonia, Portogallo, Regno Unito, Repubblica Ceca, Spagna, Svezia, Ucraina), nelle Americhe (Argentina, Bahamas, Bolivia, Brasile, Canada, Cile, Colombia, Costa Rica, Cuba, Ecuador, El Salvador, Guatemala, Giamaica, Honduras, Messico, Panama, Perù, Porto Rico, Repubblica Dominicana, Stati Uniti d'America, Uruguay, Venezuela), in Africa (Angola, Botswana, Kenya, Mozambico, Sudafrica, Repubblica Democratica del Congo, Tanzania), in Asia (Corea del Sud, Filippine, Giappone, India, Indonesia, Israele) e in Oceania (Australia, Papua Nuova Guinea); la sede generalizia è presso la basilica dei Santi Giovanni e Paolo a Roma.

## Statistiche
Accanto all'anno, è indicato il numero dei membri chierici della congregazione, seguito da quello dei membri laici e dal numero complessivo dei religiosi.
| anno | religiosi chierici | fratelli laici | totale membri |
| ---- | ------------------ | -------------- | ------------- |
| 1747 | 29                 | 9              | 38            |
| 1775 | 114                | 62             | 176           |
| 1809 | 145                | 88             | 233           |
| 1840 | 226                | 130            | 356           |
| 1878 | 487                | 263            | 750           |
| 1908 | 1.042              | 449            | 1.491         |
| 1939 | 2.496              | 621            | 3.117         |
| 1970 | 3.282              | 636            | 3.918         |
| 1978 | 2.614              | 451            | 3.065         |

Al 31 dicembre 2008, la congregazione contava 363 case e 2.167 religiosi, dei quali 1.653 sacerdoti.

## Pubblicazioni
La famiglia passionista italiana gestisce una biblioteca di 8.000 volumi datati tra il 1528 e il 1828 (alcuni non sono datati) nelle sedi di Ceccano, Sora, Napoli e Paliano.
Il sito www.passiochristi.org ospita alcune pubblicazioni, tra cui: il Bollettino ASEAP (Associazione ex alunni passionisti) e la  newsletter della provincia di Jamaica, NY.